# Perfluoroctansulfonylfluorid
Perfluoroctansulfonylfluorid (POSF oder PFOSF) ist eine synthetische chemische Verbindung, die zu den per- und polyfluorierten Alkylverbindungen (PFAS) gehört. Sie wird verwendet, um Perfluoroctansulfonsäure (PFOS) und PFOS-basierte Verbindungen herzustellen.

## Geschichte
Im Jahr 1949 begann 3M mit der Produktion von POSF durch elektrochemische Fluorierung. Von 1966 bis in die 1990er-Jahre stieg die Produktion von 3M entsprechend der erhöhten Nachfrage nach POSF-basierten Verbindungen. Vor 2000 war 3M der weltweit größte Produzent von POSF (vor allem in den Werken Decatur, Alabama und Antwerpen) und die weltweite Produktion erreichte einen Höchststand von 4500 Tonnen pro Jahr. 3M stellte 2002 die Herstellung und Verwendung von POSF ein, die globale Produktion sank. Die chinesische Produktion wuchs hingegen.
An der 4. Vertragsstaatenkonferenz des Stockholmer Übereinkommens im Mai 2009 wurde entschieden, POSF zusammen mit PFOS und seinen Salzen in die Anlage B der unter dieser Konvention eingeschränkten Substanzen aufzunehmen.

## Gewinnung und Darstellung
POSF wird durch elektrochemische Fluorierung von Octansulfonylfluorid in wasserfreiem Fluorwasserstoff hergestellt:
{\displaystyle {\ce {C8H17SO2F + 17 F- -> C8F17SO2F + 17 H+ + 34 e-}}}
Diese Reaktion führt zu einer 25%igen Ausbeute. Das erhaltene Produkt ist unrein, es handelt sich um eine Mischung von linearen (~70 %) und verzweigten (~30 %) Isomeren handelt. POSF kann auch durch elektrochemische Fluorierung von Octansulfonylchlorid erhalten werden.

## Eigenschaften
Die Biotransformation zu PFOS in Böden erfolgt nur langsam.

## Verwendung
POSF wird als Zwischenprodukt zur Herstellung von Monomeren und Tensiden für die Textilbehandlung, Papierchemikalien und inerten Flüssigkeiten verwendet. Zudem ist es das Edukt in der Produktion von Sulfluramid.